# Montejo de la Vega de la Serrezuela
Montejo de la Vega de la Serrezuela er en by og kommune i det centrale Spanien i provinsen Segovia. Den har et indbyggertal på 124 (2024) indbyggere.